# Rue Warnier
La rue Warnier est une voie de la commune française de Reims, dans le département de la Marne, en région Grand Est.

## Situation et accès
La rue Warnier est comprise entre la place Aristide-Briand et la rue Cliquot-Blervache. La rue appartient administrativement au quartier Centre-ville de Reims.

## Origine du nom
L’ancienne rue de l’Esplanade, dans le quartier où Jules Warnier habita et développa son importante maison de commerce, a été renommé en 1903 en son honneur.

## Historique
L’ancienne rue de l’Esplanade, a été renommée en 1903 rue Warnier.

## Bâtiments remarquables et lieux de mémoire
- L’Hôtel Godbert est à l’angle du boulevard Lundy et de la rue Warnier.